# Savonnerie-Manufaktur

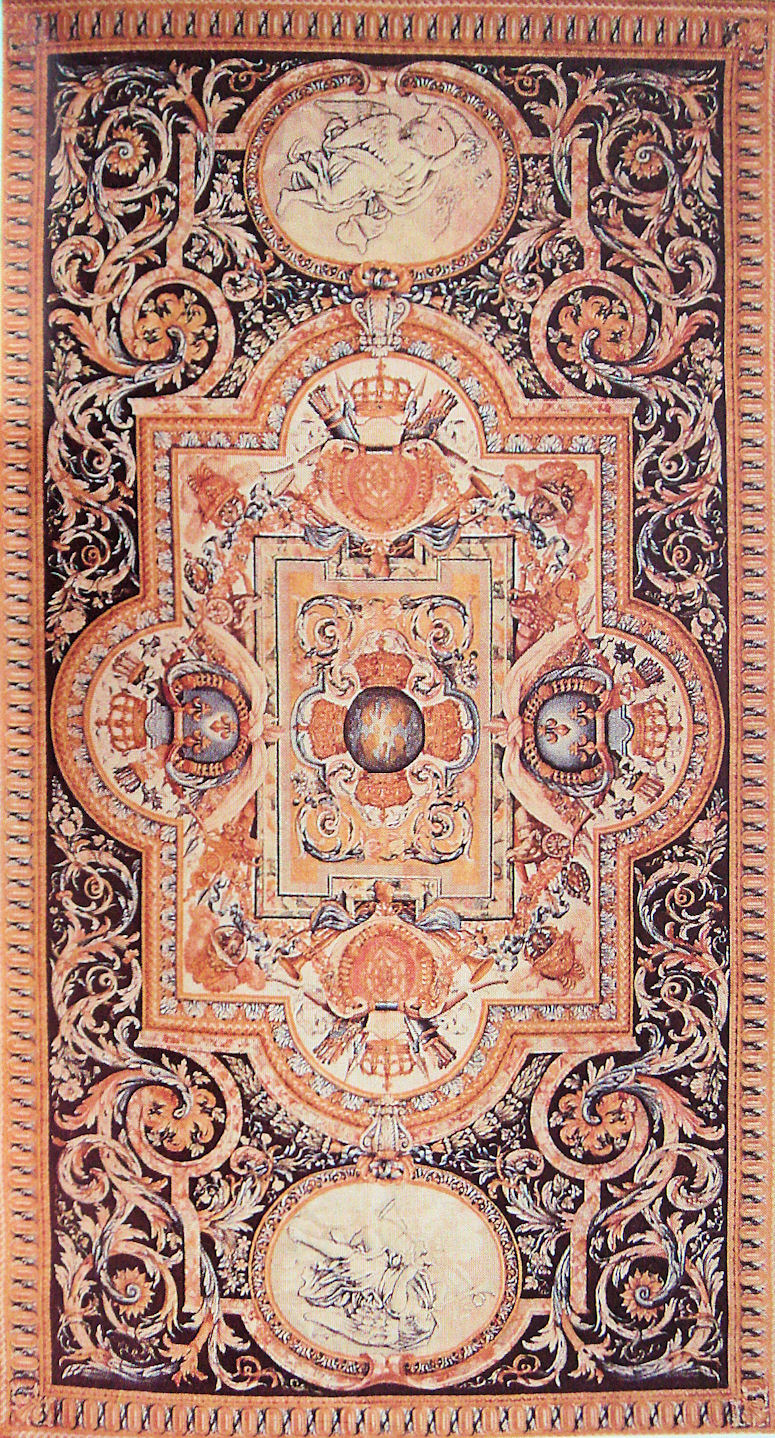
Savonnerie-Teppich nach einem Entwurf von Charles Le Brun, gefertigt für die Große Galerie des Louvre

Die Savonnerie-Manufaktur (französisch Manufacture de la Savonnerie) war im 17. und 18. Jahrhundert eine königliche Manufaktur zur Herstellung von Knüpfteppichen. Seit 1965 wird die Manufaktur vom französischen Mobilier national verwaltet. Sie betreibt unter Leitung der Gobelin-Manufaktur Werkstätten in Lodève und Paris. Ihr Name geht auf ihre langjährige Unterbringung in einer ehemaligen Seifenfabrik (frz. savon) am Fuße des Chaillot-Hügels in Paris zurück.
Nach dem Pariser Vorbild wurden vor allem im 18. Jahrhundert in ganz Europa Manufakturen für geknüpfte Textilien gegründet, unter anderem in Bonn, Mannheim, Heidelberg, München, Wien und Madrid. Der Begriff „Savonnerie“ wird bis heute als Bezeichnung für in Europa geknüpfte Textilien (Teppiche, Wandbehänge, Möbelbespannungen) verwandt.

## Geschichte

### Vorgeschichte
Die Gründung der Savonnerie-Manufaktur geht auf Heinrich IV. zurück, der zu Beginn des 17. Jahrhunderts das französische Kunsthandwerk auszubauen und zu stärken suchte. Zu diesem Zweck hatte er im Erdgeschoss der Großen Galerie, die den Louvre-Palast mit dem Tuilerien-Palast verband, Wohn- und Arbeitsräume einrichten lassen, die er ausgewählten Kunsthandwerkern zur Verfügung stellte. Am 4. Januar 1608 unterschrieb der König ein Dokument zugunsten von Pierre Dupont (1560–1640), das dem Günstling Maria de’ Medicis das Privileg einer Unterbringung im Louvre zusprach. In den darauffolgenden Jahren wurde ihm zudem das Amt eines Tapissier ordinaire du Roi für „Teppiche aus der Türkei und nach Art der Levante“ („tapis de Turquie et façons de Levant“) zugesprochen, wie er selbst in seiner 1632 veröffentlichten Schrift La stromatourgie ou de l’excellence de la manufacture des tapits dits de Turquie schrieb. Wenngleich Dupont die „Erfindung“ der Knüpftechnik in Frankreich für sich beanspruchte, wird davon ausgegangen, dass er die nötigen Informationen von einem Mitglied der Zunft der tapissiers sarrazinois erhalten hat, die bereits seit dem 12. Jahrhundert in Frankreich Teppiche in dieser Weise knüpfte.
Um 1609/10 wandelte Maria de’ Medici eine defizitäre Seifenfabrik am Fuße des Chaillot-Hügels – etwa dort, wo heute der Palais de Tokyo zu finden ist – in ein Waisenhaus um, in dem Waisen und Findelkinder ein Handwerk lernen sollten. Neben einer Tuchweberei siedelte sich auch Simon Lourdet (ca. 1590–1666), ein ehemaliger Lehrling Duponts, noch vor September 1626 in der alten Seifenfabrik an, der Waisenkinder gegen geringen Lohn in seiner Werkstatt für „türkische Teppiche“ arbeiten ließ. Trotz der Rivalität der beiden Geschäftsmänner Dupont und Lourdet wurde im September 1626 eine Partnerschaft zu gleichen Teilen vereinbart und nur ein Jahr darauf sicherte ihnen ein königliches Dekret (privilège) ein Produktionsmonopol für die Herstellung aller Arten von Teppichen und Bezügen „der Levante“ zu. Damit verbunden war die Pflicht, in mehreren französischen Städten vergleichbare Manufakturen zu errichten und die Waisenkinder vor Ort dort zu beschäftigen. 1671 zog auch die Werkstatt der Familie Dupont endgültig in die Savonnerie-Manufaktur um. Lourdets Werkstätten blieben weiterhin vor allem für die Größe ihrer Stücke bekannt, Duponts Werkstätten dagegen für die Feinheit ihrer Arbeiten (nur hier wurde in einigen Fällen Seide für den Flor genutzt).

### Die königliche Manufaktur (1673–1791)
Während Colbert, der unter Ludwig XIV. für den Ausbau der königlichen Manufakturen verantwortlich war, Philippe Lourdet bereits 1667 alle Privilegien seines Vaters erneut zugesprochen hatte, schaltete der König selbst sich erst fünf Jahre später ein. 1673 übernahm er die alte Seifenfabrik vom Vorbesitzer, dem Hôpital Général, und machte Lourdets und Duponts Werkstätten damit zu einer königlichen Manufaktur. Die Werkstätten erlebten daraufhin in den folgenden zwanzig Jahren ihre Hochphase. Als größte Meisterleistung wird insbesondere die Fertigung einer Serie von dreizehn Teppichen für die Galerie d’Apollon (ausgeliefert 1667) sowie 93 Teppichen für die Große Galerie des Louvre (1668–1683; ein Teppich wurde nie fertiggestellt) nach Entwürfen von Charles Le Brun angesehen. Le Brun, der auch die Gestaltung der Raumdecken vornahm, passte die Muster und Kassetten der Decken und der Teppiche aneinander an. Die Teppiche wurden jedoch nie in ihrem vorgesehenen Sinne genutzt, da Ludwig XIV. bei ihrer Fertigstellung bereits Versailles zum Regierungssitz gemacht hatte. Darüber hinaus erschuf die Savonnerie seit der Régence stilistisch anspruchsvolle Möbel- und Paraventbespannungen nach Entwürfen von Jean-Baptiste I Belin, Claude Audran III und Alexandre-François Desportes.
Wie für die anderen königlichen Manufakturen bedeuteten das Ende des 17. und der Anfang des 18. Jahrhunderts aufgrund von Kriegen eine schwere wirtschaftliche Phase, die erst 1712 beendet war, als Ludwig XIV. der Savonnerie-Manufaktur ähnlich weitreichende Rechte wie der Gobelin-Manufaktur zusprach. Obwohl die Savonnerie das ganze 18. Jahrhundert hindurch nun weiter produzierte, konnte sie in Qualität und Wertschätzung nicht mehr an ihre Hochzeit anschließen: Wie an der Gobelin-Manufaktur standen die Atelierleiter (entrepreneurs) unter dem Druck von Jacques-Germain Soufflot und dem Marquis de Marigny, den Verantwortlichen der Bâtiments du Roi, wirtschaftlicher zu arbeiten, was u. a. dazu führte, dass die Löhne stark gesenkt wurden. Da die Knüpfer aber pro dizaine, d. h. pro Quadrat aus 10 × 10 Knoten, bezahlt wurden, versuchten sie durch dreifach gelegtes Garn und kaum festgeklopfte Knoten die Höhe der dizaine mit lediglich sechs bis vier Knotenreihen zu füllen. Auf diese Weise sank die Anzahl der Knotenreihen pro aune von 460 in der zweiten Hälfte des 17. Jahrhunderts auf nur 200 Reihen hundert Jahre später.

### Nach der Französischen Revolution
Die Französische Revolution brachte die Produktion für einige Zeit in die Krise und schließlich zum Erliegen, doch schon unter dem Konsulat wurde die Produktion wieder aufgenommen. Unter Napoleon wurde die Savonnerie zur imperialen Manufaktur erklärt, die nun für den neuen Machthaber ebenfalls große Aufträge ausführte. Zur Zeit der Restauration wurde dieses System übernommen, jedoch musste die Savonnerie 1826 endgültig ihre Räumlichkeiten aufgeben und sich administrativ der Gobelin-Manufaktur eingliedern. Technisch blieben beide Manufakturen jedoch getrennt und sind es bis heute. Wie die Gobelin-Manufaktur produziert die Savonnerie-Manufaktur heute vor allem im Auftrag des französischen Staates, etwa für Botschaften, Ministerien, den Élysée-Palast und Schlösser.

## Technik

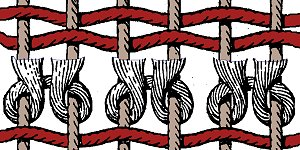
Türkischer Knoten

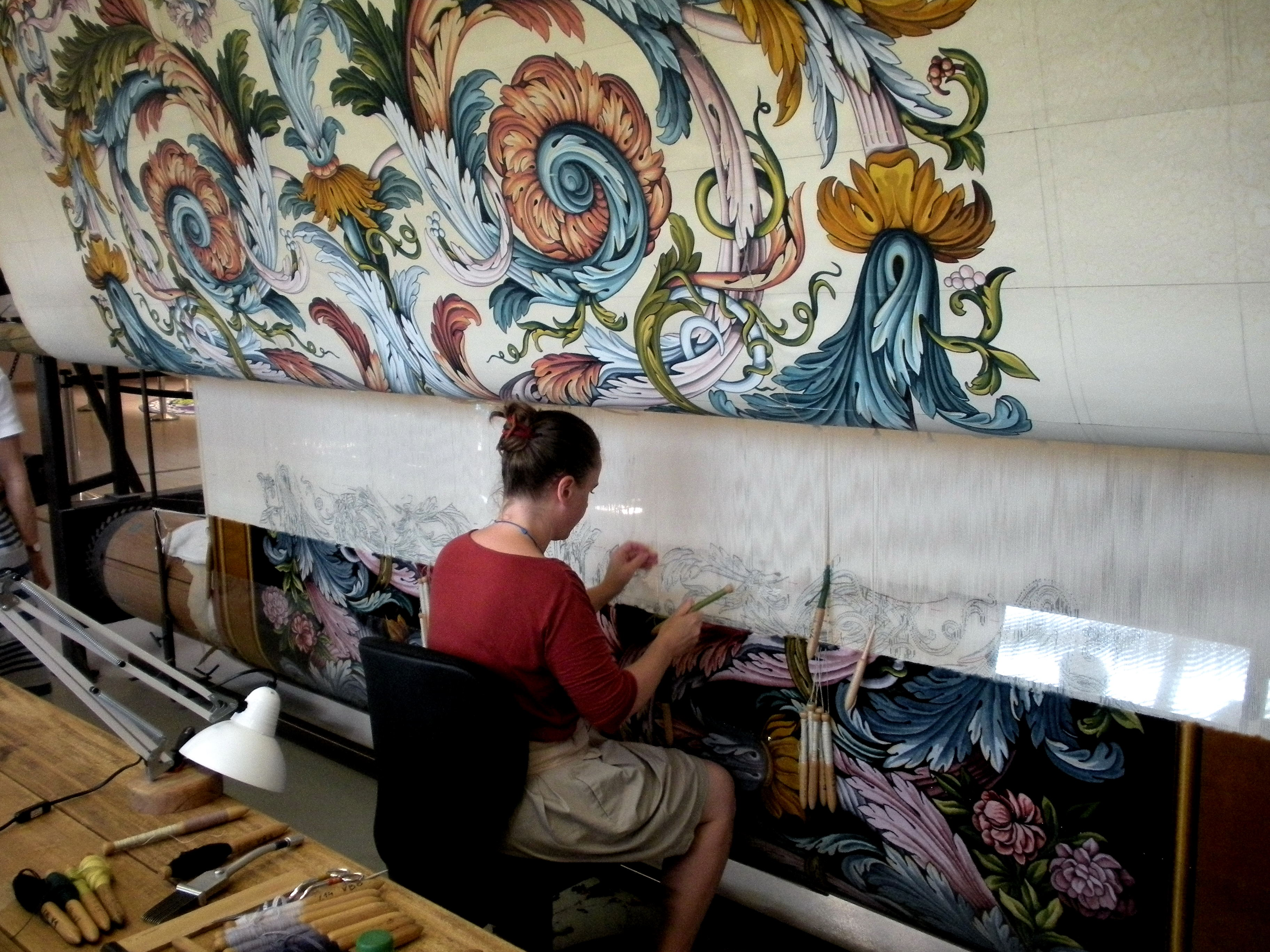
Entstehung eines Savonnerie-Teppichs im Atelier in Lodève

Dupont adaptierte für die Savonnerie-Manufaktur die Technik des Teppichknüpfens mit dem türkischen Knoten (auch symmetrischer oder Giordesknoten genannt). Die geknüpften Teppiche werden an einem vertikalen Webstuhl auf einer Kette aus Wolle durch das Einknüpfen von ebenfalls wollenen (selten seidenen) Florfäden hergestellt, die Knoten um Knoten über die ganze Breite des Teppichs eingeknüpft werden. Mit einem langgezogenen Messer (tranche-fil) wird der Prozess beschleunigt: über dem Messer werden mehrere Knoten in Folge geknüpft und dann gemeinsam zertrennt. Mit einer Schere wird der gesamte Flor auf eine gleichmäßige Länge gebracht, so dass seine typische samtige Oberfläche entsteht. Wenn eine Reihe Knoten fertiggestellt ist, werden zwei Schussfäden aus Hanf oder Leinen in Leinwandbindung eingewoben, um die Knoten zu fixieren. Im Gegensatz zur Wirktechnik wird hier mit dem Gesicht zur Vorderseite des Teppichs gearbeitet, während der Karton oberhalb des Kopfes am Webstuhl befestigt ist.
Im 18. Jahrhundert wurden in der Savonnerie-Manufaktur Webstühle in zwei verschiedenen Größen benutzt, die größeren zur Herstellung von Teppichen, die kleineren für Möbelbespannungen, etwa Paravents, Kaminschirme und Sofas.